# سهم الماء الكورزي
سهمية كورزية (الاسم العلمي:Sagittaria kurziana) هي نوع من النباتات تتبع جنس السهمية من الفصيلة المزمارية.